# Lista de episódios de Wander Over Yonder
Galáxia Wander é uma série de desenho animado de aventura e comédia criado por Craig McCracken e produzido pela Disney Television Animation. A série estreou nos EUA em 16 de agosto de 2013 no Disney Channel e foi transferida para o Disney XD em 31 de março de 2014.
No Brasil, a série teve uma prévia no Disney Channel em 31 de dezembro de 2013 e sua estreia oficial aconteceu em 8 de fevereiro de 2014 no Disney XD.
Em Portugal, a série teve um avanço exclusivo no Disney Channel em 13 de dezembro de 2014 com a estreia programada para 3 de janeiro de 2015.
A série terminou nos EUA em 27 de junho de 2016, terminou no Brasil em 11 de fevereiro de 2017 e em Portugal, a série parou a meio da segunda temporada até ao episódio "Os Maus Vizinhos" ("The Bad Neighbors" na versão original) em 25 de junho de 2016 enquanto que os episódios restantes da 2ª temporada foram exibidos no canal exclusivo do Meo "Heróis da Galáxia" assim terminando a 13 de dezembro de 2019, contando com um total de 79 episódios e 11 curtas animados produzidos entre duas temporadas.

## Resumo
| Temporada | Temporada | Episódios | Exibição original    | Exibição original     | Exibição no Brasil     | Exibição no Brasil      | Exibição em Portugal | Exibição em Portugal   |
| Temporada | Temporada | Episódios | Estreia de temporada | Final de temporada    | Estreia de temporada   | Final de temporada      | Estreia de temporada | Final de temporada     |
| --------- | --------- | --------- | -------------------- | --------------------- | ---------------------- | ----------------------- | -------------------- | ---------------------- |
|           | 1         | 39        | 16 de agosto de 2013 | 4 de dezembro de 2014 | 31 de dezembro de 2013 | 27 de fevereiro de 2015 | 3 de janeiro de 2015 | 24 de dezembro de 2015 |
|           | 2         | 40        | 3 de agosto de 2015  | 27 de junho de 2016   | 14 de dezembro de 2015 | 11 de fevereiro de 2017 | 12 de março de 2016  | 13 de dezembro de 2019 |
|           | Curtas    | 11        | 20 de julho de 2015  | 3 de agosto de 2015   | 2 de novembro de 2015  | 9 de novembro de 2015   | —                    | —                      |

## Episódios

### 1ª Temporada (2013–14)
| # | Título | Dirigido por                 | Escrito por                                                 | Exibição original                                                    | Código de produção | Audiência (em milhões) |
| --- | --- | ---------------------------- | ----------------------------------------------------------- | -------------------------------------------------------------------- | ------------------ | ---------------------- |
| 1 | "O Piquenique (BR / PT)" The Picnic" | Eddie Trigueros              | Ben Joseph                                                  | 16 de agosto de 2013 31 de dezembro de 2013 4 de janeiro de 2015     | 102                | 2.89                   |
| Lorde Cólera espera pelo alinhamento dos planetas para que obtenha o total controle do universo, enquanto seu arqui-inimigo Imperador Incrível quer pegar o desejo em seu lugar. Mas tudo se complica para o Lorde Cólera quando Wander faz um piquenique perto do campo de batalha e tira o foco dele. | |                              |                                                             |                                                                      |                    |                        |
| 2 | "O Maioral (BR) O Maior (PT)" The Greatest" | Dave Thomas Craig McCracken  | Craig McCracken & Ben Joseph                                | 13 de setembro de 2013 8 de fevereiro de 2014 3 de janeiro de 2015   | 101                | 3.13                   |
| Lorde Cólera domina o planeta dos beijabeijos e demanda seu total controle, assim como em todo o universo. Wander, então, desafia Lorde Cólera a uma série de provas no parque de diversões do planeta para ver quem é o verdadeiro maioral e ganhar o troféu de ouro. | |                              |                                                             |                                                                      |                    |                        |
| 3 | "O Ovo (BR / PT)" The Egg" | Eddie Trigueros              | Lauren Faust & Craig McCracken                              | 13 de setembro de 2013 8 de fevereiro de 2014 3 de janeiro de 2015   | 101                | 3.13                   |
| Enquanto Sylvia tenta derrotar uma besta voadora e feroz, Wander encontra um ovo e acredita ser do monstro. Assim, ele conclui que, para derrotá-lo, eles precisam usar o amor, o que Sylvia não conhece muito. Então, Wander tenta ensiná-la a amar o ovo para conseguir levá-lo ao topo de uma montanha. | |                              |                                                             |                                                                      |                    |                        |
| 4 | "Os Fugitivos (BR / PT)" The Fugitives" | Dave Thomas                  | Lauren Faust & Johanna Stein                                | 20 de setembro de 2013 9 de fevereiro de 2014 4 de janeiro de 2015   | 102                | 2.82                   |
| Wander e Sylvia acabam ficando presos num planeta governado pelo Lorde Cólera e Sylvia tenta de tudo para fugir de lá. Mas seus planos fracassam constantemente quando o desejo de Wander de ajudar as pessoas se torna um risco de serem postos na cadeia. | |                              |                                                             |                                                                      |                    |                        |
| 5 | "A Boa Ação (BR / PT)" The Good Deed" | Eddie Trigueros              | Tim McKeon                                                  | 27 de setembro de 2013 15 de fevereiro de 2014 10 de janeiro de 2015 | 103                | 2.15                   |
| As usuais boas ações de Wander em ajudar os outros acaba levando a problemas maiores e piores, o que faz com que ele e Sylvia devam, agora, corrigir os erros que Wander fez, antes que algo pior aconteça. | |                              |                                                             |                                                                      |                    |                        |
| 6 | "O Bichinho de Estimação (BR) O Animal de Estimação (PT)" The Pet"                                                                                 | Dave Thomas Eddie Trigueros  | Ben Joseph & Greg White                                     | 4 de outubro de 2013 16 de fevereiro de 2014 20 de junho de 2015     | 104                | 2.54                   |
| Wander e Sylvia adentram uma nave espacial abandonada à procura de pessoas para ajudar. Mas, quando seu companheiro encontra um bisonho alienígena que o torna seu mascote e o apelida de Capitão Tim, Sylvia deverá resgatá-lo, mesmo que ele não esteja bem em apuros. | |                              |                                                             |                                                                      |                    |                        |
| 7 | "O Prisioneiro (BR / PT)" The Prisoner" | Dave Thomas                  | Lauren Faust & Greg White                                   | 11 de outubro de 2013 15 de fevereiro de 2014 10 de janeiro de 2015  | 103                | 2.19                   |
| Ao ver Peepers subestimar a astúcia de Wander, Lorde Cólera manda o comandante capturá-lo para prendê-lo na prisão da nave. Mas a tarefa se complica a Peepers quando Wander decide explorar a nave. | |                              |                                                             |                                                                      |                    |                        |
| 8 | "O Cara Mau (BR) O Mau da Fita (PT)" The Bad Guy"                                                                                                  | Eddie Trigueros              | Ben Joseph                                                  | 18 de outubro de 2013 22 de fevereiro de 2014 17 de janeiro de 2015  | 105                | 2.23                   |
| Wander e Sylvia caem em Doomstone, um planeta habitado por pessoas malvadas, depois que o suco de bolha de Wander acaba. Assim, Sylvia deve fazer com que Wander seja mau como os outros para obter suco dos malvados, mas a atitude de cara mau de Wander acaba subindo à sua cabeça. | |                              |                                                             |                                                                      |                    |                        |
| 9 | "O Troll (BR / PT)" The Troll" | Dave Thomas                  | Lauren Faust & Greg White                                   | 1 de novembro de 2013 22 de fevereiro de 2014 17 de janeiro de 2015  | 105                | 2.77                   |
| Enquanto visitam Baaaaa-halla, Wander e Sylvia se deparam com um troll mal e mesquinho que tenta roubar a comida da celebração de Rei Cashmere e de sua armada de bodes. Sylvia resolve ir à luta, mas Wander descansa em frente à lareira, o que pode dificultar a batalha, mas até pode ser de grande ajuda. | |                              |                                                             |                                                                      |                    |                        |
| 10 | "A Caixa (BR / PT)" The Box" | Dave Thomas                  | Tim McKeon                                                  | 15 de novembro de 2013 1 de março de 2014 31 de janeiro de 2015      | 106                | 1.91                   |
| Wander e Sylvia devem entregar uma caixa a um homem chamado Glen que vive em um planeta distante. Entretanto, Wander se torna obcecado em saber o que há dentro da caixa, e enlouquece. Assim, ele deve fazer de tudo para não abrir a caixa, mesmo que suas alucinações tentam convencê-lo o contrário. | |                              |                                                             |                                                                      |                    |                        |
| 11 | "O Chapéu (BR / PT)" The Hat" | Eddie Trigueros              | Lauren Faust & Johanna Stein                                | 22 de novembro de 2013 1 de março de 2014 31 de janeiro de 2015      | 106                | 2.20                   |
| Depois de correr de uma minhoca gigante, Wander cai em um precipício e se perde sem o seu chapéu. Cabe agora a Sylvia, com o chapéu de Wander, encontrá-lo. Mas antes deve aprender a usar o mágico chapéu para que possa navegar pelo planeta. | |                              |                                                             |                                                                      |                    |                        |
| 12 | "O Pequenino (BR) O Pequenote (PT)" The Little Guy"                                                                                                | Lauren Faust Craig McCracken | Lauren Faust & Ben Joseph                                   | 6 de dezembro de 2013 23 de fevereiro de 2014 19 de setembro de 2015 | 107                | 2.36                   |
| Westley, o menor e mais jovem cão de guarda do Império Cólera, acidentalmente é deixado para trás durante uma caça a Wander e Sylvia, que acabam por encontrá-lo e se tornam prisioneiros dele. Westley, então, deve esperar a volta de Lorde Cólera ao planeta para aprisionar os dois, mas passar um tempo com eles pode lhe causar uma grande mudança em seu coração. | |                              |                                                             |                                                                      |                    |                        |
| 13 | "A Bola (BR / PT)" The Ball" | Eddie Trigueros              | Ben Joseph                                                  | 10 de janeiro de 2014 2 de março de 2014 7 de fevereiro de 2015      | 108                | 2.04                   |
| Wander e Sylvia devem ajudar os habitantes de uma civilização para impedir que um cachorro Destruidor gigante destrua o seu planeta (que se parece uma bola de tênis). | |                              |                                                             |                                                                      |                    |                        |
| 14 | "O Prêmio (BR) A Recompensa (PT)" The Bounty" | Dave Thomas                  | Matt Chapman                                                | 24 de janeiro de 2014 2 de março de 2014 7 de fevereiro de 2015      | 108                | 2.29                   |
| Lorde Cólera contrata três caçadores de recompensas para capturarem Wander e Sylvia, e quando Comandante Peepers fica bravo ao saber que Lorde Cólera os contratou para fazer o trabalho dele, Peepers vai junto para impedir os caçadores de capturarem o Wander e a Sylvia e salvar sua reputação. | |                              |                                                             |                                                                      |                    |                        |
| 15 | "O Herói (BR / PT)" The Hero" | Dave Thomas                  | Ben Joseph                                                  | 31 de março de 2014 18 de abril de 2014 21 de fevereiro de 2015      | 109                | 0.35                   |
| Wander e Sylvia se juntam a um cavalheiro chamado Sir Brad Starlight em uma grande aventura para salvar uma princesa em perigo, passando por vários obstáculos pelo caminho até o castelo. | |                              |                                                             |                                                                      |                    |                        |
| 16 | "O Aniversariante (BR / PT)" The Birthday Boy" | Eddie Trigueros              | Ben Joseph                                                  | 31 de março de 2014 18 de abril de 2014 21 de fevereiro de 2015      | 109                | 0.35                   |
| Chegou o aniversário do Lorde Cólera e Wander faz de tudo para tentar fazê-lo sorrir na sua festa, mas Lorde Cólera está mais interessado na destruição de Wander e Sylvia numa arena mortal. | |                              |                                                             |                                                                      |                    |                        |
| 17 | "O Cara Legal (1) (BR) O Bom Rapaz (PT)" The Nice Guy"                                                                                             | Eddie Trigueros              | Ben Joseph                                                  | 10 de junho de 2014 6 de junho de 2014 28 de fevereiro de 2015       | 110                | 0.37                   |
| Wander tenta pegar para a Sylvia um refrigerante gelado de marca Thunder-Blazz numa loja, mas ele se atrapalha devido as pessoas que ele anda ajudando. | |                              |                                                             |                                                                      |                    |                        |
| 18 | "A Bomba Relógio (BR / PT)" The Time Bomb" | Dave Thomas                  | Matt Chapman                                                | 10 de junho de 2014 6 de junho de 2014 28 de fevereiro de 2015       | 110                | 0.37                   |
| Wander inscreve Sylvia numa corrida chamada "Conjunção Galáctica 6000" e Sylvia fica nervosa depois de seu antigo inimigo de corrida, Harvax, tirar proveito dela, após receber seu apelido na conjunção como "Bomba Relógio". Wander tenta arranjar um jeito de acalmar a Sylvia, sem ela ter que se distrair durante o caminho da linha de chegada. | |                              |                                                             |                                                                      |                    |                        |
| 19 | "O Turista (BR) A Turista (PT)" The Tourist" | Dave Thomas                  | Johanna Stein                                               | 11 de junho de 2014 13 de junho de 2014 7 de março de 2015           | 111                | 0.42                   |
| Wander e Sylvia competem contra uma turista chamada Trudi Viajante para provar qual deles é o maior explorador de todo o universo. | |                              |                                                             |                                                                      |                    |                        |
| 20 | "O Dia (BR / PT)" The Day" | Dave Thomas                  | Ben Joseph                                                  | 16 de junho de 2014 20 de junho de 2014 14 de março de 2015          | 112                | 0.23                   |
| Sylvia tenta escapar da prisão do Lorde Cólera, enquanto Wander dorme durante o dia. | |                              |                                                             |                                                                      |                    |                        |
| 21 | "A Noite (BR / PT)" The Night" | Eddie Trigueros              | Ben Joseph                                                  | 16 de junho de 2014 20 de junho de 2014 14 de março de 2015          | 112                | 0.23                   |
| Wander deve impedir que os sons, estrondos e barulhos da floresta acordem Sylvia durante a noite. | |                              |                                                             |                                                                      |                    |                        |
| 22 | "O Planeta Solitário (BR / PT)" The Lonely Planet"                                                                                                 | Eddie Trigueros              | Johanna Stein                                               | 17 de junho de 2014 27 de junho de 2014 21 de março de 2015          | 113                | 0.29                   |
| Um planeta falante e fêmea chamada Janet ganha interesse amoroso por Wander, depois que ele demonstra ser agradável com ela. Mas ganha ciúme depois de Wander ficar mais tempo com a Sylvia do que com ela. | |                              |                                                             |                                                                      |                    |                        |
| 23 | "A Estratégia (BR) Troca de Ideias (PT)" The Brainstorm"                                                                                           | Dave Thomas                  | Ben Joseph                                                  | 17 de junho de 2014 27 de junho de 2014 21 de março de 2015          | 113                | 0.29                   |
| Lorde Cólera e Comandante Peepers conversam com os cães de guarda numa sala de conferência para armarem ideias de como dominar um planeta sem a presença de Wander e Sylvia. | |                              |                                                             |                                                                      |                    |                        |
| 24 | "O Bebê (BR / PT)" The Toddler" | Dave Thomas                  | Johanna Stein                                               | 23 de junho de 2014 4 de julho de 2014 28 de março de 2015           | 114                | 0.40                   |
| Wander e Sylvia devem levar um bebê gigante perdido para seus pais, sem causarem encrencas no shopping. | |                              |                                                             |                                                                      |                    |                        |
| 25 | "A Festa de Arromba (BR) A Festa Janota (PT)" The Fancy Party"                                                                                     | Eddie Trigueros              | Tim McKeon                                                  | 24 de junho de 2014 13 de junho de 2014 7 de março de 2015           | 111                | 0.47                   |
| Lorde Cólera tenta ganhar o poder da Rainha Entozoa de dominar a galáxia, sendo educado e simpático com os convidados da festa, mas isso, faz seu destino colocado em jogo, quando Wander também é chamado para a festa da rainha. | |                              |                                                             |                                                                      |                    |                        |
| 26 | "A Procura Épica de Dificuldade Incomensurável (BR) A Demanda Épica de Incomensurável Dificuldade (PT)" The Epic Quest of Unfathomable Difficulty" | Eddie Trigueros              | Francisco Angones & Amy Higgins                             | 30 de junho de 2014 8 de agosto de 2014 12 de abril de 2015          | 115                | 0.33                   |
| Wander e Sylvia começam uma jornada para procurar o dono de uma meia perdida e terão que passar por vários desafios. | |                              |                                                             |                                                                      |                    |                        |
| 27 | "O Vazio (BR / PT)" The Void" | Dave Thomas                  | Ben Joseph                                                  | 30 de junho de 2014 8 de agosto de 2014 12 de abril de 2015          | 115                | 0.33                   |
| Wander e Sylvia habitam um mundo vazio onde a imaginação leva a qualquer lugar, mas não conseguem encontrar o caminho de volta para casa. | |                              |                                                             |                                                                      |                    |                        |
| 28 | "O Baladeiro (BR) O Senhor da Festa (PT)" The Party Animal"                                                                                        | Eddie Trigueros              | Tim McKeon                                                  | 19 de julho de 2014 4 de julho de 2014 28 de março de 2015           | 114                | 0.26                   |
| Sylvia tenta dar um jeito de acabar com a festa de fim de mundo do Imperador Incrível, enquanto Wander fica atraído pela festa dele. Tudo acaba bem, depois que Wander ganha do Imperador Incrível na pista de dança. | |                              |                                                             |                                                                      |                    |                        |
| 29 | "O Presente 2: Presenteando (BR) O Presente 2: O Presenteado (PT)" The Gift 2: The Giftening"                                                      | Eddie Trigueros              | Francisco Angones & Amy Higgins                             | 4 de outubro de 2014 26 de outubro de 2014 3 de outubro de 2015      | 119                | 2.02                   |
| Lorde Cólera entra em pânico, ao saber que todos os cães de guarda se tornam zumbis. Eles são infectados com toda a alegria do universo, após receberem vários presentes dados por Wander e Sylvia. Assim, Lorde Cólera tenta escapar desesperadamente dos zumbis, mas principalmente dos presentes. | |                              |                                                             |                                                                      |                    |                        |
| 30 | "O Encontro (BR / PT)" The Date" | Eddie Trigueros              | Francisco Angones & Amy Higgins                             | 17 de outubro de 2014 26 de dezembro de 2014 9 de maio de 2015       | 118                | 0.14                   |
| Sylvia precisa suportar um encontro terrível com Lorde Cólera, enquanto Wander salva um planeta. | |                              |                                                             |                                                                      |                    |                        |
| 31 | "Os Parceiros (BR) Os Amigos (PT)" The Buddies" | Dave Thomas                  | Ben Joseph & Ryan Walls                                     | 17 de outubro de 2014 26 de dezembro de 2014 23 de maio de 2015      | 118                | 0.14                   |
| Wander e Lorde Cólera ficam aprisionados em um planeta, e começam a formar uma nova amizade. | |                              |                                                             |                                                                      |                    |                        |
| 32 | "O Mentiroso (BR) A Mentirosa (PT)" The Liar" | Dave Thomas                  | Mike Chapman, Francisco Angones, Amy Higgins & Lauren Faust | 7 de novembro de 2014 19 de dezembro de 2014 1 de agosto de 2015     | 117                | 0.38                   |
| Wander e Sylvia devem orientar uma ninhada de pássaros alienígenas, através do perigos de um vulcão ativo. | |                              |                                                             |                                                                      |                    |                        |
| 33 | "A Abandonada (BR) A Vadia (PT)" The Stray" | Dave Thomas                  | Ben Joseph & Johanna Stein                                  | 7 de novembro de 2014 19 de dezembro de 2014 1 de agosto de 2015     | 117                | 0.38                   |
| Wander e Sylvia resolvem ajudar uma pequena gatinha desprotegida e inocente. Mas esta linda gatinha é na realidade uma caçadora de recompensas mandada pelo Lorde Cólera para capturar Wander e Sylvia. | |                              |                                                             |                                                                      |                    |                        |
| 34 | "A Grande Missão (BR / PT)" The Big Job" | Eddie Trigueros              | Eric Rogers                                                 | 14 de novembro de 2014 20 de fevereiro de 2015 15 de agosto de 2015  | 120                | 0.47                   |
| Sylvia é recrutada por uma equipe de agentes secretos rebeldes e somente Wander deve ajuda-la a cumprir uma missão importante. | |                              |                                                             |                                                                      |                    |                        |
| 35 | "O Ajudante (BR / PT)" The Helper" | Aaron Springer               | Aaron Springer                                              | 14 de novembro de 2014 20 de fevereiro de 2015 15 de agosto de 2015  | 120                | 0.47                   |
| Em um dia movimentado, Wander espera procurar por alguém que precise de sua ajuda... | |                              |                                                             |                                                                      |                    |                        |
| 36 | "O Desânimo (BR) A Depressão (PT)" The Funk" | Eddie Trigueros              | Darrick Bachman & Ben Joseph                                | 25 de novembro de 2014 5 de dezembro de 2014 18 de julho de 2015     | 116                | 0.47                   |
| Comandante Peepers decide consolar Lorde Cólera para ajuda-lo a se animar. | |                              |                                                             |                                                                      |                    |                        |
| 37 | "Os Inimigos (BR / PT)" The Enemies" | Eddie Trigueros              | Ben Joseph                                                  | 25 de novembro de 2014 5 de dezembro de 2014 18 de julho de 2015     | 116                | 0.47                   |
| Lorde Cólera e Sir Brad Starlight unem forças para inventarem uma vingança contra Wander. | |                              |                                                             |                                                                      |                    |                        |
| 38 | "O Cavaleiro (BR / PT)" The Rider" | Dave Thomas Eddie Trigueros  | Francisco Angones, Amy Higgins & Ben Joseph                 | 28 de novembro de 2014 27 de fevereiro de 2015 29 de agosto de 2015  | 121                | 0.51                   |
| Depois que Wander e Sylvia visitam um planeta, um antigo e corajoso parceiro de Sylvia aparece: O Cavaleiro. Wander e Sylvia, com seu novo aliado, embarcam em uma épica e divertida aventura pelo espaço. Os três se unem para encontrar um tesouro dentro da nave espacial do Lorde Cólera. Mas quando a Sylvia e o Cavaleiro trabalham em equipe para derrotar os vilões, eles deixam Wander de lado e ele fica magoado. Assim, Sylvia deve decidir-se com quem ela deve ficar: com um antigo parceiro malandro com uma grande coragem e ganancia, ou com um amigo simpático e otimista que sempre a amou de verdade. | |                              |                                                             |                                                                      |                    |                        |
| 39 | "O Presente (BR / PT)" The Gift" | Dave Thomas                  | Francisco Angones & Amy Higgins                             | 4 de dezembro de 2014 12 de dezembro de 2014 24 de dezembro de 2015  | 119                | 0.59                   |
| Com a chegada do Natal, Wander e Sylvia decidem dar presentes a todos os habitantes da galáxia. Para finalizarem o trabalho, eles entram escondidos na nave espacial do Lorde Cólera para levarem seus presentes aos cães de guarda, que estão recheados de surpresas. | |                              |                                                             |                                                                      |                    |                        |

### Curtas (2015)
| # | #  | Título                                                     | Dirigido por | Escrito por                   | Exibição original                         |
| --- | -- | ---------------------------------------------------------- | ------------ | ----------------------------- | ----------------------------------------- |
| 1 | 1  | "A Primeira Cena (BR)" "The First Take"                    | Dave Thomas  | Todd Casey e Noelle Stevenson | 20 de julho de 2015 2 de novembro de 2015 |
| Lorde Cólera está prestes a destruir Wander na TV, mas Wander estraga tudo mandando oi para os amigos.                |    |                                                            |              |                               |                                           |
| 2 | 2  | "O Sorriso (BR)" "The Smile"                               | Dave Thomas  | Todd Casey e Noelle Stevenson | 21 de julho de 2015 2 de novembro de 2015 |
| Lorde Cólera ordena que Wander faça uma cara assustada.                                                               |    |                                                            |              |                               |                                           |
| 3 | 3  | "O Anti Felicidade (BR)" "The Killjoy"                     | Dave Thomas  | Todd Casey e Noelle Stevenson | 22 de julho de 2015 2 de novembro de 2015 |
| Nesta tomada, o Comandante Peepers orienta Lorde Cólera a não tentar destruir o Wander na TV.                         |    |                                                            |              |                               |                                           |
| 4 | 4  | "A Música do Lorde Cólera (BR)" "The Theme Song"           | Dave Thomas  | Todd Casey e Noelle Stevenson | 23 de julho de 2015 2 de novembro de 2015 |
| Lorde Cólera compõe uma canção com Wander nesta tomada.                                                               |    |                                                            |              |                               |                                           |
| 5 | 5  | "Pausa para o Banheiro (BR)" "The Bathroom Break"          | Dave Thomas  | Todd Casey e Noelle Stevenson | 24 de julho de 2015 2 de novembro de 2015 |
| Lorde Cólera vai ao banheiro, Wander escapa e um cão de guarda dança break-dance.                                     |    |                                                            |              |                               |                                           |
| 6 | 6  | "O Conquistador Planetário (BR)" "The Planetary Conqueror" | Dave Thomas  | Todd Casey e Noelle Stevenson | 27 de julho de 2015 2 de novembro de 2015 |
| Nesta tomada, Lorde Cólera esquece suas falas a respeito da destruição de Wander na TV. Somente Wander deve ajudá-lo. |    |                                                            |              |                               |                                           |
| 7 | 7  | "Atirador de Elite (BR)" "The Sharpshooter"                | Dave Thomas  | Todd Casey e Noelle Stevenson | 28 de julho de 2015 2 de novembro de 2015 |
| Lorde Cólera tenta acertar Wander com os seus raios nos dedos, mas não consegue.                                      |    |                                                            |              |                               |                                           |
| 8 | 8  | "Falhas, Muitas Falhas (BR)" "The Glitch"                  | Dave Thomas  | Todd Casey e Noelle Stevenson | 29 de julho de 2015 9 de novembro de 2015 |
| A câmera de Lorde Cólera sofre alguns problemas técnicos.                                                             |    |                                                            |              |                               |                                           |
| 9 | 9  | "A Ligação (BR)" "The Caller"                              | Dave Thomas  | Todd Casey e Noelle Stevenson | 30 de julho de 2015 9 de novembro de 2015 |
| Enquanto aparecem na TV através da nave espacial do Lorde Cólera, Wander recebe alguns telefonemas da Sylvia.         |    |                                                            |              |                               |                                           |
| 10 | 10 | "The Whatever"                                             | Dave Thomas  | Todd Casey e Noelle Stevenson | 31 de julho de 2015                       |
| Wander decide fazer uma tomada interpretativa pela câmera do Lorde Cólera enquanto ele se recupera.                   |    |                                                            |              |                               |                                           |
| 11 | 11 | "O Grande Final (BR)" "The Big Finish"                     | Dave Thomas  | Todd Casey e Noelle Stevenson | 3 de agosto de 2015 9 de novembro de 2015 |
| Lorde Cólera é interrompido pelo Imperador Incrível durante uma pausa com Wander na frente da TV.                     |    |                                                            |              |                               |                                           |

### 2ª Temporada (2015-16)
Em 23 de junho de 2014, a série foi renovada para uma segunda temporada com 4 episódios de 22 minutos e 36 de 11 minutos.
| # | #  | Título                                                                                   | Dirigido por                                  | Escrito por                                                  | Exibição original                                                  | Código de produção | Audiência (em milhões) |
| --- | -- | ---------------------------------------------------------------------------------------- | --------------------------------------------- | ------------------------------------------------------------ | ------------------------------------------------------------------ | ------------------ | ---------------------- |
| 40 | 1  | "O Maior Cólera (BR) O Ainda Maior da Galáxia (PT)" "The Greater Hater"                  | Dave Thomas Eddie Trigueros                   | Ben Joseph, Craig McCracken, Francisco Angones & Amy Higgins | 3 de agosto de 2015 14 de dezembro de 2015 12 de março de 2016     | 201                | 0.61                   |
| Após sua última conquista de planetas e seus planos interrompidos por Wander e Sylvia, Lorde Cólera fica descontrolado, mas um problema acaba chegando na galáxia: uma nave espacial desconhecida. Wander, obcecado em ajudar, resolve explorar a nave, mas Sylvia desconfia de que há uma forma de vida nada amigável dentro da nave. Lorde Cólera e Comandante Peepers também entram na nave e descobrem que a forma de vida que percorre dentro da nave é na verdade, um vilão, que é conhecido pelo nome de Lorde Dominador. |    |                                                                                          |                                               |                                                              |                                                                    |                    |                        |
| 41 | 2  | "O Grande Dia (BR / PT)" "The Big Day"                                                   | Dave Thomas                                   | Ben Joseph                                                   | 10 de agosto de 2015 15 de dezembro de 2015 19 de março de 2016    | 202                | 0.43                   |
| Lorde Cólera planeja uma oportunidade de destruir Wander e Sylvia em sua nave espacial. |    |                                                                                          |                                               |                                                              |                                                                    |                    |                        |
| 42 | 3  | "O Café da Manhã (BR) O Pequeno-Almoço (PT)" "The Breakfast"                             | Dave Thomas                                   | Amy Higgins e Craig McCracken                                | 10 de agosto de 2015 16 de dezembro de 2015 19 de março de 2016    | 202                | 0.43                   |
| Wander e Lorde Cólera tentam fazer um café da manhã. |    |                                                                                          |                                               |                                                              |                                                                    |                    |                        |
| 43 | 4  | "O Contato de Emergência (BR) O Contacto de Emergência (PT)" "The Fremergency Fronfract" | Eddie Trigueros                               | Francisco Angones                                            | 17 de agosto de 2015 17 de dezembro de 2015 26 de março de 2016    | 203                | 0.33                   |
| Lorde Cólera fica maluco depois de tomar anestesia dentro do consultório do dentista e acha que Wander e Sylvia são os seus melhores amigos. |    |                                                                                          |                                               |                                                              |                                                                    |                    |                        |
| 44 | 5  | "O Garoto Wander (BR) O Super Wander (PT)" "The Boy Wander"                              | Eddie Trigueros                               | Francisco Angones                                            | 17 de agosto de 2015 18 de dezembro de 2015 26 de março de 2016    | 203                | 0.33                   |
| Wander faz o papel de super-herói para derrotar um mais novo vilão: Dr. Maluquete Jones. |    |                                                                                          |                                               |                                                              |                                                                    |                    |                        |
| 45 | 6  | "Os Wanders (BR / PT)" "The Wanders"                                                     | Dave Thomas                                   | Scott Peterson e Craig McCracken                             | 31 de agosto de 2015 21 de dezembro de 2015 2 de abril de 2016     | 204                | 0.38                   |
| Vários clones do Wander que formam suas personalidades mais conhecidas ficam espalhados em um planeta, enquanto Sylvia tenta juntá-los para fazer Wander se restaurar novamente. |    |                                                                                          |                                               |                                                              |                                                                    |                    |                        |
| 46 | 7  | "A Demissão (BR) A Dispensa (PT)" "The Axe"                                              | Dave Thomas                                   | Mike Yank                                                    | 31 de agosto de 2015 22 de dezembro de 2015 2 de abril de 2016     | 204                | 0.38                   |
| Lorde Cólera falha em seu último plano para governar os planetas da galáxia e descobre que a razão de seu fracasso é tudo por culpa do seu capanga Comandante Peepers e ele resolve demití-lo. |    |                                                                                          |                                               |                                                              |                                                                    |                    |                        |
| 47 | 8  | "O Parafuso Solto (BR) O Parafuso a Menos (PT)" "The Loose Screw"                        | Eddie Trigueros                               | Amy Higgins & Craig McCracken                                | 28 de setembro de 2015 23 de dezembro de 2015 9 de abril de 2016   | 205                | 0.56                   |
| Wander e Sylvia ajudam uma velhinha chamada Stella Starbella no conserto de sua nave espacial, só que eles não imaginavam de que ela seria na verdade, uma super-heroína. |    |                                                                                          |                                               |                                                              |                                                                    |                    |                        |
| 48 | 9  | "Tá Com Você (BR) O Apanhador (PT)" "The It"                                             | Dave Thomas                                   | Francisco Angones                                            | 28 de setembro de 2015 24 de dezembro de 2015 9 de abril de 2016   | 205                | 0.56                   |
| Uma brincadeira de pega-pega do Wander faz Lorde Cólera perseguir os seus cães de guarda por toda a nave. |    |                                                                                          |                                               |                                                              |                                                                    |                    |                        |
| 49 | 10 | "O Cara Legal (2) (BR) O Tipo Fixe (PT)" "The Cool Guy"                                  | Eddie Trigueros                               | Todd Casey                                                   | 5 de outubro de 2015 25 de dezembro de 2015 16 de abril de 2016    | 206                | 0.38                   |
| Lorde Cólera faz uma balada com o Imperador Incrível, enquanto Comandante Peepers fica responsável pela nave espacial. |    |                                                                                          |                                               |                                                              |                                                                    |                    |                        |
| 50 | 11 | "A Catástrofe (BR / PT)" "The Catastrophe"                                               | Dave Thomas                                   | Noelle Stevenson                                             | 5 de outubro de 2015 28 de dezembro de 2015 16 de abril de 2016    | 206                | 0.38                   |
| A Gatinha caçadora de recompensas retorna e conquista um planeta inteiro transmitindo vídeos de sua beleza perto dos olhares de todos os habitantes. Somente Wander e Sylvia devem impedí-la. |    |                                                                                          |                                               |                                                              |                                                                    |                    |                        |
| 51 | 12 | "O Furioso (BR) A Festa (PT)" "The Rager"                                                | Eddie Trigueros                               | Nate Federman & Craig McCracken                              | 19 de outubro de 2015 29 de dezembro de 2015 23 de abril de 2016   | 207                | 0.41                   |
| Wander e Sylvia fazem uma festa com os prisioneiros da nave espacial do Lorde Cólera. |    |                                                                                          |                                               |                                                              |                                                                    |                    |                        |
| 52 | 13 | "O Bom Cara Mau (BR) O Bom Mau Tipo (PT)" "The Good Bad Guy"                             | Eddie Trigueros                               | Todd Casey                                                   | 19 de outubro de 2015 30 de dezembro de 2015 23 de abril de 2016   | 207                | 0.41                   |
| Lorde Cólera descobre que seu ídolo Major Ameaça, virou o vilão mais "bonzinho" de toda a galáxia e ele resolve ajuda-lo a voltar a ser malvado. |    |                                                                                          |                                               |                                                              |                                                                    |                    |                        |
| 53 | 14 | "A Batalha Real (BR) A Grande Batalha (PT)" "The Battle Royale"                          | Dave Thomas Eddie Trigueros                   | Francisco Angones & Amy Higgins                              | 26 de outubro de 2015 31 de dezembro de 2015 30 de abril de 2016   | 208                | 0.70                   |
| Quando Wander descobre que Lorde Dominador é na verdade, uma mulher, ele planeja um encontro romântico para Lorde Cólera na oportunidade certa de fazê-los se conhecer melhor. Mas o que impediria isso? Uma batalha de vilões ousados que decidem fazer um combate para conseguir um anel que fará somente um deles se considerar o "maior vilão de toda a galáxia". Quando Lorde Cólera e Lorde Dominador se enfrentam, Wander faz de tudo para quebrar esta rivalidade em uma guerra épica que junta uma quantidade de inimigos malfeitores. |    |                                                                                          |                                               |                                                              |                                                                    |                    |                        |
| 54 | 15 | "O Alcoviteiro (BR) O Casamenteiro (PT)" "The Matchmaker"                                | Eddie Trigueros                               | Amy Higgins                                                  | 9 de novembro de 2015 4 de janeiro de 2016 7 de maio de 2016       | 209                | 0.47                   |
| Quando Wander fica ansioso para entregar uma carta de romance do Lorde Cólera para o Lorde Dominador, Sylvia tenta impedir que esta carta seja entregue. |    |                                                                                          |                                               |                                                              |                                                                    |                    |                        |
| 55 | 16 | "O Brinquedo Novo (BR / PT)" "The New Toy"                                               | Dave Thomas                                   | Ben Joseph                                                   | 9 de novembro de 2015 5 de janeiro de 2016 7 de maio de 2016       | 209                | 0.47                   |
| Lorde Cólera cria um carro voador gigante para impressionar o Lorde Dominador. |    |                                                                                          |                                               |                                                              |                                                                    |                    |                        |
| 56 | 17 | "O Cubo Negro (BR) O Cubo das Trevas (PT)" "The Black Cube"                              | Dave Thomas                                   | Francisco Angones                                            | 16 de novembro de 2015 6 de janeiro de 2016 14 de maio de 2016     | 210                | 0.36                   |
| Wander e Sylvia tentam ajudar um cubo que se considera um vilão a encontrar o caminho para a atitude positiva. |    |                                                                                          |                                               |                                                              |                                                                    |                    |                        |
| 57 | 18 | "O Olho da Nave da Caveira (BR) De Olho na Nave Caveira (PT)" "The Eye on the Skullship" | Eddie Trigueros                               | Todd Casey                                                   | 16 de novembro de 2015 7 de janeiro de 2016 14 de maio de 2016     | 210                | 0.36                   |
| Andy, um dos cães de guarda do Lorde Cólera, faz um programa de TV dentro da nave espacial. |    |                                                                                          |                                               |                                                              |                                                                    |                    |                        |
| 58 | 19 | "O Planeta Secreto (BR / PT)" "The Secret Planet"                                        | Eddie Trigueros                               | Noelle Stevenson                                             | 25 de janeiro de 2016 5 de fevereiro de 2016 21 de maio de 2016    | 211                | 0.53                   |
| Wander e Sylvia tentam impedir que um planeta seja descoberto pelo Lorde Dominador, mas isso só piora quando Wander decide ajudar pessoas desprotegidas que vieram explorar o planeta. |    |                                                                                          |                                               |                                                              |                                                                    |                    |                        |
| 59 | 20 | "O Chapeleiro Malvado (BR) O Mau Hater (PT)" "The Bad Hatter"                            | Dave Thomas                                   | Sam Riegel                                                   | 25 de janeiro de 2016 12 de fevereiro de 2016 21 de maio de 2016   | 211                | 0.53                   |
| O chapéu de Wander acaba parando na nave espacial do Lorde Cólera. Enquanto Sylvia tenta ajudar Wander a recuperar o seu chapéu mágico, Lorde Cólera decide usá-lo para encontrar um presente perfeito para o Lorde Dominador. |    |                                                                                          |                                               |                                                              |                                                                    |                    |                        |
| 60 | 21 | "O Buraco Cheio...de Nada (BR) O Buraco de Muito Nada (PT)" "The Hole...Lotta Nuthin'"   | Eddie Trigueros                               | Todd Casey                                                   | 1 de fevereiro de 2016 19 de fevereiro de 2016 4 de junho de 2016  | 212                | 0.34                   |
| Wander tenta tampar um buraco de vendaval usando o seu dedo, mas algumas distrações o deixam com algumas dificuldades. |    |                                                                                          |                                               |                                                              |                                                                    |                    |                        |
| 61 | 22 | "Tomando Conta do Show (BR) O Desmancha-Prazeres (PT)" "The Show Stopper"                | Dave Thomas                                   | Todd Casey                                                   | 1 de fevereiro de 2016 26 de fevereiro de 2016 4 de junho de 2016  | 212                | 0.34                   |
| Wander decide ajudar Lorde Cólera a compor músicas românticas de rock para o Lorde Dominador, mas, tudo isso fica cansativo demais para Sylvia e Comandante Peepers, por isso, eles decidem elaborar planos para acabar com a banda barulhenta de Wander e Lorde Cólera, antes que algo desastroso aconteça. |    |                                                                                          |                                               |                                                              |                                                                    |                    |                        |
| 62 | 23 | "O Desenho Animado (BR) A Animação (PT)" "The Cartoon"                                   | Benjamin Balistreri & Dave Thomas             | Ben Joseph                                                   | 8 de fevereiro de 2016 16 de junho de 2016 28 de maio de 2016      | 213                | 0.39                   |
| Os cães de guarda fazem um desenho animado do Lorde Cólera como propaganda provando o seu trabalho como o maioral de toda a galáxia. |    |                                                                                          |                                               |                                                              |                                                                    |                    |                        |
| 63 | 24 | "O Robô (BR) O Bot (PT)" "The Bot"                                                       | Dave Thomas                                   | Noelle Stevenson                                             | 8 de fevereiro de 2016 16 de junho de 2016 28 de maio de 2016      | 213                | 0.39                   |
| Um robô enviado pelo Lorde Dominador precisa encontrar um planeta chamado Volcanium X, mas, para coincidência dele, acabou conhecendo Wander (que o nomeia de Beep-Boop) que se torna o seu amigo, o levando para todos os lugares de um planeta tropical onde está localizado o sistema vulcânico. |    |                                                                                          |                                               |                                                              |                                                                    |                    |                        |
| 64 | 25 | "A Reunião de Família (BR / PT)" "The Family Reunion"                                    | Eddie Trigueros                               | Amy Higgins                                                  | 22 de fevereiro de 2016 12 de setembro de 2016 11 de junho de 2016 | 214                | 0.51                   |
| Wander conhece a família completa da Sylvia. |    |                                                                                          |                                               |                                                              |                                                                    |                    |                        |
| 65 | 26 | "O Rival (BR / PT)" "The Rival"                                                          | Eddie Trigueros                               | Noelle Stevenson                                             | 22 de fevereiro de 2016 13 de setembro de 2016 11 de junho de 2016 | 214                | 0.51                   |
| Quando o Imperador Incrível é chamado para comparecer dentro da nave espacial do Lorde Dominador, Lorde Cólera e Comandante Peepers entram escondidos e infiltrados na nave espacial do vilão para saberem o que está acontecendo. |    |                                                                                          |                                               |                                                              |                                                                    |                    |                        |
| 66 | 27 | "Meu Querido Cólera (BR) Meu Lindo Hatey (PT)" "My Fair Hatey"                           | Eddie Trigueros, Dave Thomas & Justin Nichols | Andy Bean, Francisco Angones & Amy Higgins                   | 29 de fevereiro de 2016 16 de junho de 2016 18 de junho de 2016    | 215                | 0.35                   |
| Neste episódio especial da série com estilo musical, Wander decide ajudar Lorde Cólera a se declarar para o Lorde Dominador. Enquanto isso, Comandante Peepers e Sylvia descobrem que ela não planeja conquistar todos os planetas, e sim, destruir a galáxia inteira. Ambos presos dentro da nave espacial do Lorde Dominador, Wander e Lorde Cólera precisam escapar, com a ajuda de Sylvia e Comandante Peepers, que decidem usar uma arma para congelar a nave dela para derrotá-la. Qual será o resultado? O que eles farão para fugir da prisão do Dominador? Como o Lorde Cólera se sentirá após ser traido pelo seu verdadeiro amor? Todas as questões serão respondidas neste incrível especial com canções inesquecíveis. |    |                                                                                          |                                               |                                                              |                                                                    |                    |                        |
| 67 | 28 | "A Lenda (BR / PT)" "The Legend"                                                         | Dave Thomas                                   | Francisco Angones                                            | 7 de março de 2016 14 de setembro de 2016 25 de junho de 2016      | 216                | 0.47                   |
| Wander e Sylvia resgatam um grupo de crianças alienígenas que contam histórias sobre as aventuras míticas da dupla de heróis. |    |                                                                                          |                                               |                                                              |                                                                    |                    |                        |
| 68 | 29 | "Os Maus Vizinhos (BR / PT)" "The Bad Neighbors"                                         | Eddie Trigueros                               | Sam Riegel, Francisco Angones & Craig McCracken              | 7 de março de 2016 15 de setembro de 2016 25 de junho de 2016      | 216                | 0.47                   |
| Comandante Peepers tenta destruir uma guerra de vizinhos entre Lorde Cólera e Imperador Incrivel. |    |                                                                                          |                                               |                                                              |                                                                    |                    |                        |
| 69 | 30 | "Os Desmancha Prazeres (BR) Os Hurra Bullis(PT)" "The Party Poopers"                     | Dave Thomas & Ben Balistreri                  | Todd Casey                                                   | 4 de abril de 2016 16 de setembro de 2016 11 de dezembro de 2019   | 217                | 0.34                   |
| Wander e Sylvia participam de uma festa elegante para encontrarem uma forma de como derrotar o Lorde Dominador, e tentam agir com muita grandeza, mesmo que para isso, Wander precise se controlar para não ficar achando algo muito engraçado nesta festa. |    |                                                                                          |                                               |                                                              |                                                                    |                    |                        |
| 70 | 31 | "A Perda do Tempo (BR) A Perda de Tempo(PT)" "The Waste of Time"                         | Eddie Trigueros                               | Rachel Vine                                                  | 11 de abril de 2016 19 de setembro de 2016 11 de dezembro de 2019  | 217                | 0.41                   |
| Wander, acidentalmente, usa o combustível errado para fortalecer o seu suco de bolha, fazendo com que ele e a Sylvia fiquem perdidos em uma viagem no tempo e levando eles a descobrirem coisas que eles nunca haviam imaginado durante todas as suas vidas. |    |                                                                                          |                                               |                                                              |                                                                    |                    |                        |
| 71 | 32 | "O Figurão (BR) O Vaidosão(PT)" "The Hot Shot"                                           | Dave Thomas                                   | Amy Higgins, Francisco Angones & Craig McCracken             | 30 de maio de 2016 20 de setembro de 2016 11 de dezembro de 2019   | 218                | 0.19                   |
| Sylvia fica com ciúmes quando um novo herói (neste caso, Sir Brad Starlight) resolve entrar em cena, ajudando as pessoas da galáxia, se inspirando em toda a marca registrada do Wander. |    |                                                                                          |                                               |                                                              |                                                                    |                    |                        |
| 72 | 33 | "A Balada (BR) A Diversão Noturna(PT)" "The Night Out"                                   | Eddie Trigueros                               | Noelle Stevenson                                             | 30 de maio de 2016 21 de setembro de 2016 12 de dezembro de 2019   | 218                | 0.19                   |
| Lorde Dominador resolve tirar um dia de folga para curtir um pouco de balada na cidade, e quando ela começa a conhecer a Sylvia pessoalmente cantando em uma casa de karaokê, elas formam uma amizade que dura apenas uma única noite. |    |                                                                                          |                                               |                                                              |                                                                    |                    |                        |
| 73 | 34 | "A Procura do Capitão Tim (BR) Em Busca do Capitão Tim(PT)" "The Search for Captain Tim" | Eddie Trigueros                               | Francisco Angones                                            | 6 de junho de 2016 22 de setembro de 2016 12 de dezembro de 2019   | 219                | 0.23                   |
| Capitão Tim, o animal de estimação do Lorde Cólera, desaparece de sua nave espacial e ele contrata uma caçadora de recompensas para ajudar a encontrá-lo. |    |                                                                                          |                                               |                                                              |                                                                    |                    |                        |
| 74 | 35 | "Os Calafrios (BR) Os Arrepios(PT)" "The Heebie Jeebies"                                 | Dave Thomas                                   | Todd Casey                                                   | 6 de junho de 2016 23 de setembro de 2016 12 de dezembro de 2019   | 219                | 0.23                   |
| Wander e Sylvia entram em uma floresta para descobrirem um segredo de como derrotar o Lorde Dominador, mas Wander está convencido de que a floresta, é na verdade, um lugar assombrado por mímicos fantasmagóricos. |    |                                                                                          |                                               |                                                              |                                                                    |                    |                        |
| 75 | 36 | "O Dia de Doença (BR) O Dia Doente(PT)" "The Sick Day"                                   | Dave Thomas & Benjamin Balistreri             | Noelle Stevenson                                             | 13 de junho de 2016 11 de fevereiro de 2017 12 de dezembro de 2019 | 220                | 0.27                   |
| Sylvia faz todo o trabalho de Wander para ajudar as pessoas da galáxia, enquanto ele está doente. |    |                                                                                          |                                               |                                                              |                                                                    |                    |                        |
| 76 | 37 | "O Cara do Céu (BR) O Tipo do Céu(PT)" "The Sky Guy"                                     | Eddie Trigueros                               | Francisco Angones & Amy Higgins                              | 13 de junho de 2016 11 de fevereiro de 2017 13 de dezembro de 2019 | 220                | 0.27                   |
| Wander encontra uma bola de vidro e descobre uma pequena civilização de criaturinhas dentro dela. |    |                                                                                          |                                               |                                                              |                                                                    |                    |                        |
| 77 | 38 | "O Robô-Mecha-Bota-Tron (BR / PT)" "The Robomechabotatron"                               | Dave Thomas                                   | Sam Riegel                                                   | 20 de junho de 2016 11 de fevereiro de 2017 13 de dezembro de 2019 | 221                | 0.41                   |
| Wander, Sylvia, Lorde Cólera e Comandante Peepers trabalham juntos e comandam um robô gigante para impedirem Lorde Dominador de causar danos pela galáxia. |    |                                                                                          |                                               |                                                              |                                                                    |                    |                        |
| 78 | 39 | "A Flor (BR / PT)" "The Flower"                                                          | Eddie Trigueros                               | Rachel Vine                                                  | 20 de junho de 2016 11 de fevereiro de 2017 13 de dezembro de 2019 | 221                | 0.41                   |
| Sem esperanças de conseguirem resgatar os outros planetas da galáxia, Wander chora, mas Sylvia o anima quando ela decide ajudá-lo a proteger uma bela flor de ser destruída pelo Lorde Dominador. |    |                                                                                          |                                               |                                                              |                                                                    |                    |                        |
| 79 | 40 | "O Fim da Galáxia (BR / PT)" "The End of the Galaxy"                                     | Dave Thomas & Eddie Trigueros                 | Francisco Angones                                            | 27 de junho de 2016 11 de fevereiro de 2017 13 de dezembro de 2019 | 222                | 0.33                   |
| Neste episódio especial que finaliza as aventuras de Wander e Sylvia, os habitantes de todos os planetas da galáxia estão furiosos pelo Lorde Dominador ter destruído todas as suas moradias e bolam um plano para derrotá-lo no pequeno planeta secreto que seria o último planeta que ainda será destruído. Sylvia comandará o combate, mas Wander decide que a melhor maneira de acabar com esta guerra é conseguindo a amizade do Lorde Dominador. Ele entra em sua nave, mas acaba virando prisioneiro. Enquanto isso, Lorde Cólera, com a ajuda de Comandante Peepers, entram em um duelo com Lorde Dominador para conseguirem conquistar o último planeta da galáxia, pelo qual garantirá seu sucesso. Será que Wander encontrará o lado bom da vilã que é chamada de Lorde Dominador? Será que o último planeta será conquistado? Sylvia e Comandante Peepers vão trabalhar em equipe? Todas estas respostas serão atendidas no episódio final mais épico de Galáxia Wander. Como Wander sempre diz: Ajudar Não Faz Mal a Ninguém. |    |                                                                                          |                                               |                                                              |                                                                    |                    |                        |